# Elvira's Movie Macabre (serie televisiva 2010)
Elvira's Movie Macabre è una serie televisiva trasmessa su This TV dal 20 settembre 2010 al 16 maggio 2011. La serie è un revival di Elvira's Movie Macabre, trasmessa dal 1981 al 1986 dalla KHJ-TV. 
La serie, come la precedente, vede Elvira, sempre interpretata da Cassandra Peterson, presentare film horror diventati ormai di pubblico dominio.

## Episodi
| Stagione       | Episodi | Trasmissione originale |
| -------------- | ------- | ---------------------- |
| Stagione unica | 26      | 2010-2011              |